# Mundwa
Mundwa è una suddivisione dell'India, classificata come municipality, di 16.004 abitanti, situata nel distretto di Nagaur, nello stato federato del Rajasthan. In base al numero di abitanti la città rientra nella classe IV (da 10.000 a 19.999 persone).

## Geografia fisica
La città è situata a 27° 04' 30 N e 73° 48' 38 E.

## Società

### Evoluzione demografica
Al censimento del 2001 la popolazione di Mundwa assommava a 16.004 persone, delle quali 8.173 maschi e 7.831 femmine. I bambini di età inferiore o uguale ai sei anni assommavano a 2.860, dei quali 1.483 maschi e 1.377 femmine. Infine, coloro che erano in grado di saper almeno leggere e scrivere erano 7.510, dei quali 4.945 maschi e 2.565 femmine.